# Rönnvalen
Rönnvalen är en sjö i Falu kommun i Dalarna och ingår i Dalälvens huvudavrinningsområde. Sjön har en area på 0,417 kvadratkilometer och ligger 167,1 meter över havet. Sjön avvattnas av vattendraget Knivån.

## Delavrinningsområde
Rönnvalen ingår i det delavrinningsområde (671710-150338) som SMHI kallar för Utloppet av Rönnvalen. Medelhöjden är 224 meter över havet och ytan är 6,71 kvadratkilometer. Räknas de 6 avrinningsområdena uppströms in blir den ackumulerade arean 43,17 kvadratkilometer. Knivån som avvattnar avrinningsområdet har biflödesordning 3, vilket innebär att vattnet flödar genom totalt 3 vattendrag innan det når havet efter 223 kilometer. Avrinningsområdet består mestadels av skog (86 procent). Avrinningsområdet har 0,42 kvadratkilometer vattenytor vilket ger det en sjöprocent på 6,2 procent.